# Llorenç Serra Ferrer
Llorenç Serra Ferrer (* 5. März 1953 in Sa Pobla, Mallorca) ist ein spanischer Fußballtrainer.

## Karriere
Ferrer wurde 1985 Trainer von RCD Mallorca und konnte mit dem Klub den Aufstieg in die Primera División erreichen.
Nach acht Jahren bei RCD Mallorca wurde er 1993 Trainer von Betis Sevilla. Auch diesem Klub verhalf er zum Aufstieg in die Primera División 1994. In der darauffolgenden Saison konnte er mit Betis einen hervorragenden dritten Platz erreichen, wodurch man sich für den UEFA-Pokal 1995/96 qualifizieren konnte.
1997 wechselte er zum FC Barcelona, wo er bis 2000 die Jugendabteilung trainierte. Nachdem sich Barcelona 2000 von Louis van Gaal trennte, wurde Ferrer zur Saison 2000/01 Chefcoach des FC Barcelona. Diese Saison begann mit dem frühen Ausscheiden in der 1. Gruppenphase der Champions League enttäuschend. Als Barça dann am 31. Spieltag dieser Saison gegen CA Osasuna 1:3 verlor und auf den fünften Platz in der Liga abrutschte, wurde Ferrer entlassen und durch Carles Rexach ersetzt.
2004 wurde er wieder bei Betis Sevilla als Trainer engagiert. In der Saison 2004/05 konnte er den spanischen Pokal gewinnen und in der Liga den vierten Platz erreichen, der zur Teilnahme an der Champions League berechtigte.
Zwischen Sommer 2006 und Februar 2008 war er Coach von AEK Athen.

## Erfolge
- Spanischer Pokal: 2005